# Рифлинг, Роберт
Ро́берт Да́нкварт Ле́о Ри́флинг (норв. Robert Dankwart Leo Riefling; 17 сентября 1911, Акер, около Кристиании, Норвегия — 1 июля 1988, Осло, Норвегия) — норвежский пианист и музыкальный педагог. Младший брат Реймара Рифлинга.

## Биография
Учился в Осло у Нильса Ларсена, в Ганновере у Карла Лаймера и в Берлине у Вильгельма Кемпфа и Эдвина Фишера. Дебютировал на профессиональной сцене в возрасте 11-ти лет. Концертировал как в Европе так и в США. В 1947 году дал в Осло цикл концертов, в которых исполнил целиком «Хорошо темперированный клавир» Иоганна Себастьяна Баха, а также все фортепианные сонаты Людвига ван Бетховена. Занимался педагогической деятельностью. В частности в 1941 году, совместно с братом Реймаром основал в Осло Институт фортепианного искусства, чьим директором был до 1952 года. С 1967 года — профессор Королевской Датской консерватории в Копенгагене.